# Йост, Кристофер
Кристофер Йост (англ. Christopher Yost; род. 21 февраля 1973) — американский сценарист. Наиболее известен работами над такими фильмами Кинематографической вселенной Marvel, как «Тор 2: Царство тьмы» и «Тор: Рагнарёк».

## Биография
Йост окончил Мичиганский университет в 1995 году. Он работал над рекламными роликами для телевидения. Затем Крис получил степень магистра кинематографии в рамках продюсерской программы Питера Старка в Университете Южной Калифорнии. После этого, в 2002 году, он начал стажироваться в офисе Marvel Comics.

## Фильмография

### Кино
| Год  | Название                |
| ---- | ----------------------- |
| 2013 | Тор 2: Царство тьмы     |
| 2016 | Макс Стил               |
| 2017 | Тор: Рагнарёк           |
| 2022 | Секретная штаб-квартира |

### Телевидение
| Год  | Название     |
| ---- | ------------ |
| 2019 | Мандалорец   |
| 2021 | Ковбой Бибоп |

### Мультипликация
- Люди Икс: Эволюция
- Бэтмен
- Черепашки-ниндзя (2003)
- Легенды о драконе
- Звёздный форсаж

- Фантастическая четвёрка: Величайшие герои мира

- Росомаха и Люди Икс
- Железный человек: Приключения в броне
- Мстители: Величайшие герои Земли
- Черепашки-ниндзя (2012)
- Звёздные войны: Повстанцы
- Новые Мстители: Герои завтрашнего дня
- Халк против
- Черепашки-ниндзя: Истории

### Комиксы
- Marvel Comics
  - Мстители
    - Avengers: Earth’s Mightiest Heroes #1-4
    - Spider-Island: Avengers #1
    - Avengers Prelude #1-4
    - Marvel Universe Avengers: Earth’s Mightiest Heroes #1-7
    - AvsX #3
    - A+X #7

  - Человек-паук
    - Spider-Man Unlimited Vol. 3 #9
    - The Many Loves of The Amazing Spider-Man #1
    - Fear Itself: Spider-Man #1-3
    - Scarlet Spider #1-25
    - Avenging Spider-Man #15.1-22
    - Superior Spider-Man Team-Up #1-2, 5-8

  - X-23
    - X-23: Innocence Lost #1-6
    - X-23: Target X

  - X-Force
    - X-Force #1-28
    - X-Force/Cable: Messiah War #1
    - X-Force: Sex and Violence #1-3

  - Люди Икс
    - X-Men Unlimited Vol. 2 #11
    - New X-Men #20-46
    - X-Men: Emperor Vulcan #1-5
    - X-Men Origins: Colossus #1
    - X-Men: Divided We Stand #1
    - X-Men: Worlds Apart #1-4
    - X-Men: Kingbreaker #1-4
    - Dark X-Men: The Confession #1
    - Psylocke #1-4
    - Nation X #1, 3
    - X-Men: Second Coming #1-2
    - X-Men: Second Coming — Revelations: Hellbound #1-3
    - X-Men: To Serve and Protect #1-4
    - X-Men Giant Size #1
    - X-Men #12-15
    - Amazing X-Men #8-12, 14-18

  - Ник Фьюри
    - Fury's Big Week #1-3 (2012)

  - Другое
    - Wolverine: Killing Made Simple
    - Secret Invasion: Runaways/Young Avengers #1-3
    - Runaways Vol. 3 #10
    - Marvel Assistant-Sized Spectacular #2
    - Ender’s Game: Battle School #1-5
    - Ender’s Game: Command School #1-5
    - Breaking Into Comics the Marvel Way! #1
    - Battle Scars #1-6
    - Point One #1
    - New Warriors Vol. 5 #1-12
    - M.O.D.O.K. Assassin #1-5
- DC Comics
  - Batman: Battle for the Cowl — The Underground #1
  - Red Robin #1-12
  - Titans #16
  - Batman: Streets of Gotham #5-6
- Image Comics
  - Killer of Demons #1-3